# Bornemann
Bornemann er en gammel patricierslægt, hvis ældste kendte mand er rådmand i Stade Heinrich Bornemann, der levede i 16. århundrede.
Hans sønnesøn, kammersekretær hos kongerne Christian IV og Frederik III Philip Julius Bornemann (1599-1652) havde blandt mange børn sønnerne prof. jur., Højesteretsassessor Cosmus Bornemann (1637-92) og Sjællands biskop Henrik Bornemann (1646-1710). Sidstnævntes datter, Hedevig Margrete (1679-1749), enke efter oberst Mathias Rosenørn, og sønnesøn, Carl Rudolph Bornemann, der døde 18 år gammel, og som var søn af generalauditør Hieronymus Bornemann (1680-1720), blev 14. december 1731 optagne i den danske adel.
Den nævnte professor var fader til biskop i Bergen Oluf Bornemann (1683-1747), hvis søn, konferensråd og Højesteretsassessor Vilhelm Hansen Bornemann (1731-1801), der var meddirektør ved de danske skuespil og medlem af den store landbokommission, igen havde sønnerne Højesteretsjustitiarius Anker Vilhelm Frederik Bornemann (1763-1854) og major Cosmus Bornemann til Bjergbygaard (1768-1819), der begge 9. juli 1811 optoges i dansk adelig stand, og fra hvem slægtens nulevende medlemmer stammer.
Af disse to brødre var den førstnævnte, der stiftede det 2. Bornemannske fideikommis, fader til kammerherre, Højesteretsassessor Cosmus Bornemann (1806-77) og til geheimekonferensrådinde, overhofmesterinde hos dronning Louise Julia Adelaide Harriet Raben-Levetzau, f. Bornemann (1808-88), der stiftede 5 Raben-Levetzau-Bornemannske fideikommisser, og som sammen med sin mand oprettede den Raben-Levetzauske Fond.
Den yngre broder, majoren, var fader til kammerherre Philip Julius Bornemann (1803-83), stifteren af det 1. Bornemannske fideikommis. Medlemmer af slægten har ejet Bjergbygaard, Hagestedgaard og Nørager. Våbnet er en guld-vandkunst med dobbelt vandfald ledsaget af 18 seksoddede guldstjerner i blåt, på den kronede hjelm en kronet halv mand med afhugne arme, delt af kødfarve og blåt.